# De totale robot
De totale robot (The Complete Robot) is een verzameling van robotverhalen geschreven door Isaac Asimov.
Het bevat korte verhalen, geschreven tussen 1940 en 1976 waarvan er sommige al gebundeld werden in Ik, robot, De komst van de robots en andere.

## Inhoud

### Inleiding
- De drie wetten van de robotica

### Geen menselijke gelijkenis
- Zijn beste vriend
- Sally
- Op een dag

### Onbeweeglijke robots
- Gezichtspunt
- Denken
- Ware liefde

### Robots van metaal
- Robot AL-76 verdwaalt
- Overwinning onopzettelijk
- Vreemdeling in het paradijs
- Lichtvers
- De racist
- Robbie

### Menselijke gelijkenis
- Als we bij elkaar komen
- Spiegelbeeld
- Jubileumincident

### Powell en Donovan
- Eerste wet
- Dronken robot
- Logica
- Vingers

### Susan Calvin
- Leugenaar
- Succes verzekerd
- Lenny
- Galeislaaf
- Robot vermist
- Risico
- Grappenmaker!
- Bewijs
- De machines
- Vrouwelijke intuïtie

### Twee hoogtepunten
- Weest Hem indachtig
- Tweehonderd jaar mens

## Verhalen die niet in 'De totale robot' staan
Deze bundel bevat de meeste maar niet alle robotverhalen.
- Een robot droomt (in Een robot droomt)
- Cal (in Goud)
- Kleine broer (in Goud)
- Moeder aarde (in De rode koningin)

Zijn beste vriend · Sally · Op een dag · Gezichtspunt · Denken · Ware liefde · Robot AL-76 verdwaald · Overwinning onopzettelijk · Vreemdeling in het paradijs · Lichtvers · De racist · Robbie · Als we bij elkaar komen · Spiegelbeeld · Jubileumincident · Eerste wet · dronken robot · Logica · Vingers · Leugenaar · Succes verzekerd · Lenny · Galeislaaf · Robot vermist · Risico · Grappenmaker! · Bewijs · De machines · Vrouwelijke intuïtie · Weest Hem indachtig · Tweehonderd jaar mens